# Station Takadanobaba
Station Takadanobaba  (高田馬場駅, Takadanobaba-eki) is een treinstation in de wijk Takodanobaba in Shinjuku (Tokio). Het station ligt tussen de commerciële wijken Ikebukuro en Shinjuku. Het station vormt een klein knooppunt dat de Shinjuku-lijn en de Tōzai-lijn verbindt met de Yamanote-lijn.

## Lijnen
- JR East
  - Yamanote-lijn
- Seibu
  - Shinjuku-lijn
- Tokio Metro
  - Tōzai-lijn

Shinagawa · Ōsaki · Gotanda · Meguro · Ebisu · Shibuya · Harajuku · Yoyogi · Shinjuku · Shin-Ōkubo · Takadanobaba · Mejiro · Ikebukuro · Ōtsuka · Sugamo · Komagome · Tabata · Nishi-Nippori · Nippori · Uguisudani · Ueno · Okachimachi · Akihabara · Kanda · Tokio · Yūrakuchō · Shinbashi · Hamamatsuchō · Tamachi · Shinagawa